# Грін Тауншип (округ Франклін, Пенсільванія)
Грін Тауншип (англ. Greene Township) — селище (англ. township) в США, в окрузі Франклін штату Пенсільванія. Населення — 18 436 осіб (2020).

## Демографія
Згідно з переписом 2010 року, у селищі мешкало 16 700 осіб у 6774 домогосподарствах у складі 4851 родини. Було 7429 помешкань
Расовий склад населення:
| - 92,8 % — білих - 2,7 % — чорних або афроамериканців - 1,2 % — азіатів - 0,1 % — корінних американців - 1,2 % — осіб інших рас |

До двох чи більше рас належало 2,0 %. Частка іспаномовних становила 3,1 % від усіх жителів.
За віковим діапазоном населення розподілялося таким чином: 21,9 % — особи молодші 18 років, 58,8 % — особи у віці 18—64 років, 19,3 % — особи у віці 65 років та старші. Медіана віку мешканця становила 43,4 року. На 100 осіб жіночої статі у селищі припадало 95,3 чоловіків;  на 100 жінок у віці від 18 років та старших — 91,7 чоловіків також старших 18 років.
Середній дохід на одне домашнє господарство  становив 70 853 долари США (медіана — 56 677), а середній дохід на одну сім'ю — 78 714 долари (медіана — 64 517). Медіана доходів становила 49 375 доларів для чоловіків та 40 476 доларів для жінок. За межею бідності перебувало 13,8 % осіб, у тому числі 19,9 % дітей у віці до 18 років та 12,0 % осіб у віці 65 років та старших.
Цивільне працевлаштоване населення становило 7687 осіб. Основні галузі зайнятості: освіта, охорона здоров'я та соціальна допомога — 23,7 %, роздрібна торгівля — 14,7 %, виробництво — 13,7 %.